# Бои за Монтегю
Бои за Монтегю (фр. Bataille de Montaigu) — бои между республиканскими силами и повстанцами за обладание городом Монтегю, расположенном южнее Нанта, во время Вандейской войны.
После захвата 14 сентября Леже республиканцы двинулись тремя колоннами, чтобы атаковать Монтегю. Первая, генерала Обер-Дюбайе, шла из Рошсервьера; вторая, под командой Клебера, шла слева, от Ремуйе. На правом фланге третья колонна под командованием Жана-Мишеля Бейссе, численностью 6 человек, двинулась из Мормезона.
Вечером 15 сентября колонна Бейссе первой прибыла перед Монтегю. На следующее утро, несмотря на проливной дождь, недалеко от деревни Сен-Жорж-де-Монтегю (южнее Монтегю) начался стрелковый бой, продолжавшийся несколько часов. Прибытие колонны Клебера с фланга, от Ремуйе, вызывало панику среди вандейцев, которые бросились бежать в направлении Клиссона, преследуемые кавалерией синих, перебившей многих беглецов.
Республиканцы остались в Монтегю, и посёлок, покинутый его жителями, был разграблен солдатами. Вечером колонна Бейссе осталась у Монтегю, в то время как колонна Клебера вернулась к Ремуйе, а колонна Обер-Дюбайе, не участвовшая в бою, отступила к Рошсервьеру.
После победы в Торфу-Тиффожском сражении вандейцы решают немедленно контратаковать. Согласно плану д'Эльбе, Лескюру, Шаретту, Жоли и Савину было поручено атаковать гарнизон синих в Монтегю, а затем повернуть к Клиссону, чтобы охватить основную часть республиканской Майнцской армии.
21 сентября 1793 года вандейские войска подошли к  Монтегю. Первые бои между людьми Жоли и республиканцамивспыхнули утром, но атака на посёлок началась около двух часов дня, когда люди Бейссера обедали.
Аванпосты были быстро отброшены, и вандейцы ворвались в Монтегю. Оборона патриотов быстро рушится. Бейссе оказался неспособным сплотить свои войска и повести их в бой. Только солдаты двух линейных полков сумели на некоторое время дать отпор людям Шаретта. Республиканцы покинули город в полном замешательстве. Их преследовали до Ремуйе и Эгрефёй-сюр-Мена, в 10 километрах от Монтегю, обстреливая из-за живых изгородей. С наступлением темноты боевые действия прекратились.
Республиканский отряд, отрезанный от остальной части войск и окруженный в замке Монтегю, воспользовавшись отсутствием достаточных сил противника, совершил прорыв и присоединиться к своим. По приказу Жоли, или Шаретта, республиканские пленные, раненые и живые, были брошены в колодец замка.
1 октября Клебер без боя снова занял Монтегю и привёл его в состояние обороны.